# Willy Kaiser
Willy Kaiser, född 16 januari 1912 i  Pobiedziska i Polen, död 24 juli 1986 i Gladbeck i Tyskland, var en tysk boxare. Vid sommar OS i Berlin år 1936 vann Kaiser guldmedalj i flugviktsklassen.